# 林光 (明朝)
林光（1439年—1519年），字緝熙，號南川，東莞縣（今東莞市）人，明代儒学学者。拜師於大儒陳獻章，與湛若水（甘泉）齊名。

## 生平
明景泰六年（1455年），歲補庠生。
成化元年（1465年），中舉人。
成化五年（1469年），上京會試，下第，適與同下第的陳獻章相遇，話很投機，同船南返。至新會白沙鄉，拜陳獻章為師，往來向學於白沙，近二十年。巡撫朱英勸他做官，以學未成辭之。
成化二十年（1484年），從母命，複赴會試，中副榜，任浙江平湖縣教諭。在平湖任職九年，其間曾主考福建和湖廣鄉試，順天府同考，修《嘉興縣誌》。
弘治六年（1493年），十月秩滿還家。
弘治八年（1495年），三月升山東兗州府儒學教授，因丁憂，回家守制。
弘治十一年（1498年），起補嚴州府儒學教授。
弘治十四年（1501年），升國子監博士。

## 著述
- 《晦翁學驗》(今佚)。
- 《南川冰蘖集》。

## 詩作
- 登滕王閣

江南絕景聞童閣，四十年來此一登。

春及青山他自好，霜欺短髮我何能。

三王偉跡人爭壯，萬里雙眸此更凝。

野服豈須愁急雨，柳風吹面醉騰騰。

- 蘇公圃

潦倒煙霞得此身，一瓢吾敢怨吾貧。

又攜東莞青藜玉，來吊南昌鬻屨人。

畦葉春深交翡翠，藕花風暖散茵陳。

緘書果解酬知己，青草王孫幾度新。

- 剛峰

薌城放出千尋碧，鬼斧曾經百煉來。

歷歷星霜終不改，稜稜霄漢老崔嵬。

風雲變態知何限，花草榮枯又幾回。

目斷羅浮峰四百，爲渠天際重徘徊。

## 評價
- 陳獻章稱：「其所見甚是超脫，甚是完全。蓋自李大厓而外，無有過之者。」
- 《明儒學案》：「先生教人，其初必令靜坐，以養其善端。嘗曰：人所以學者，欲聞道也，求之書籍而弗得，則求之吾心可也，惡累於外哉！此事定要覷破，若覷不破，雖日從事於學，亦為人耳。斯理識得為己者信之，詩文末習，著述等路頭，一齊塞斷，一齊掃去，毋令半點芥蔕於胸中，然後善端可養，靜可能也。始終一境，勿助勿忘，氣象將日佳，造詣將日深，所謂至近而神，百姓日用而不知者，自此進出面目來也。」[1]

## 文獻
- 《明儒學案》卷六，黃宗羲著。